# Honti János
Honti János Tamás (Budapest, Erzsébetváros, 1910. október 19. – Kópháza, 1945. március/április) magyar folklorista, népmesekutató, irodalomtörténész. Nagybátyja Honti Nándor festőművész.

## Életpályája
Honti Rezső (1879–1956) nyelvész, irodalomtörténész és Szendrői Irma (1886–1974) fia. 1928-ban jelent meg első műve, amely egy mesekatalógus volt. 1930–1932 között gyakornokként a Néprajzi Múzeumban dolgozott. 1933-ban tanári képesítést szerzett. 1935-től az Országos Széchényi Könyvtár munkatársa volt. 1937-ben jelent meg fő műve A mese világa címmel. 1937–1939 között Párizsban ösztöndíjasként kelta és izlandi témákat kutatott. 1939-ben hazatért Magyarországra. Publikált Az Ország Útja című folyóiratba. 1945-ben munkaszolgálatosként társaival együtt ausztriai koncentrációs táborba akarták vinni, de útközben Kópházán életét vesztette.
Felesége Dános Erzsébet volt, Dános Marcell sörgyári igazgató és Báthory Margit lánya, akit 1935. december 22-én vett nőül. Két évvel később elváltak.

## Munkássága
16 évi munkálkodása alatt legfőbb kutatási feladatának a népmese belső törvényszerűségei történeti fejlődésének, európai összefüggéseinek feltárását tekintette. Szerinte az európai mese kialakulásában döntő szerep jutott a kelta kultúrának. A munkatáborból küldte haza Az ismeretlen népmese című tanulmányát, valamint az Orestes és Hamlet című esszéjét.

## Művei
- Verzeichnis der publizierten ungarischen Volksmärchen (mesekatalógus, 1928)
- Volksmärchen und Heldensage (Helsinki, 1931)
- Magyar epikus hagyomány I. / Epikus néphagyomány. Magyar epikus hagyomány II.; Magyarságtudomány, Kecskemét, 1935-1936
- A mese világa; Pantheon, Budapest, 1937
- Az úrfiú, aki a paradicsomban járt. 12 népmese; vál. Honti János, ill. Vadász Endre; Officina, Budapest, 1938
- A mészároslegény meséje; feljegyezte, tan. Honti János, ill. Gaál Margit; Faust I., Budapest, 1940
- Anonymus és a hagyomány (1942)
- Keleti mesék; vál. Honti János, könyvdísz Mészáros Tamás; Bibliotheca, Budapest, 1943 (Fabula)
- Válogatott tanulmányok; szerk., bev. Ortutay Gyula, jegyz. Dömötör Tekla; Akadémiai, Budapest, 1962
- A mese világa; Magvető, Budapest, 1975 (Gyorsuló idő)
- Studies in oral epic tradition; angolra ford. Éva Róna; Akadémiai, Budapest, 1975
- Orestes és Hamlet (esszé)
- Az ismeretlen népmese; Belső Egészség Kiadó, Onga, 2011
- Mesetudomány és vallástörténet, 2019